# RM-80

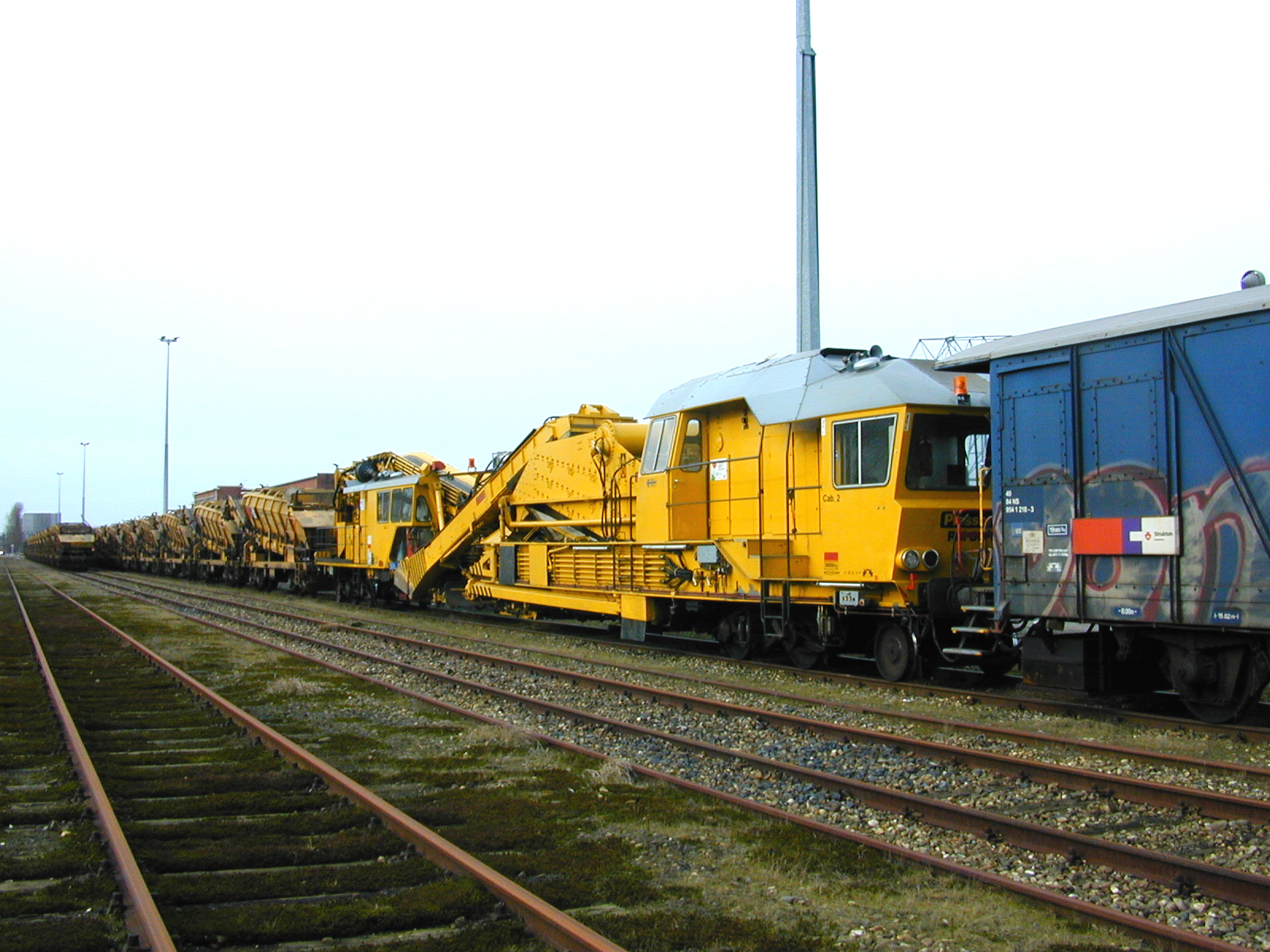

Щебенеочи́сна маши́на RM-80 — машина призначена для очищення щебеню від забруднення та транспортування (переміщення) його знову в колію або у вагон, з повною вирізкою баласту або на узбіччя.
Щебенеочисна машина RM-80 створена австрійською фірмою «Plasser&Theurer», а збудована в Краматорську.

## Машина RM-80 складається
1. Рама, яка являє собою масивну зварену конструкцію, виготовлену з катаних профілів.
2. Ходовий механізм — включає в себе два двухосні двухприводні візки.
3. Робоча кабіна керування № 1 і № 2.
4. Обігрівачі розташовані в задній кабіні керування і закритій кабіні гуркоту, поодинці обігрівачі 3.2 кВт. Обігрівач для робочої кабіни та передньої кабіни машини — повітряний нагрівач 6.4 кВт.

Машина обладнана двома дизельними установками, які встановленні окремо від кабіни.
РМ-80 обладнана барово-вигрібним ланцюгом — для вирізки забрудненого баласту, який потрапляє у вібраційний гуркіт, що вільно рухається.
Вигрібний ланцюг розташований у двох бокових похилих та одній горизонтальній напрямній.
Машина обладнана пристроєм для розподілу чистого баласту. Для вичищення щебеню з рейок та шпал застосовується плужний скидач.
Для колії на перегоні машина обладнана планувальним пристроєм, який забезпечує рівномірний розподіл щебеню, що потрапляє на колію. Для зміни або збільшення глибини вирізки та обходу перешкод машина обладнана підйомно-пересувним пристроєм ППП, ПРП.
Машина обладнана системами вимірювання для керування глибини очищення і поперечним ухилом вирізного ножа. Для видалення ущільненого та забрудненого баласту зі шпальних ящиків застосовується виштовхуючий пробивний пристрій. Для укладання текстильних рулонів під рейкошпальну решітку машина обладнана спец. пристроєм.

## Технічна характеристика RM-80
| Характеристика                                  | Числа             |
| ----------------------------------------------- | ----------------- |
| довжина над буферами                            | 30м               |
| базова довжина                                  | 23м               |
| відстань між осями візків                       | 1,83м             |
| маса машини                                     | 92-98т.           |
| навантаження на вісь колісної парі не більше    | 20т.              |
| загальна потужність двигуна                     | 698 кВт (946к.с.) |
| максимальна швидкість своїм ходом               | 80 км/г           |
| ширина очищення                                 | 4м                |
| ширина очищення (при очищенні стрілок)          | 7.7м              |
| максимальна глибина очищення                    | 1м                |
| висота вигрібного ланцюга                       | 290мм             |
| потужність приводу ланцюга                      | 320 кВт           |
| температура навколишнього середовища для роботи | від +40 до −20 С  |
| довжина балки вигрібного ланцюга                | 2.9м              |

## Кабіна управління
Кабіна управління в задній частині машини — закрита, звукоізольована, має всі органи управління транспортного режиму.
Кабіна має великі вікна, встановленні склоочисники. Кабіна також має великі вікна, що забезпечує гарну видимість на всі робочі органи, під час роботи в транспортному режимі.
Двигун знаходиться окремо від кабіни.
Робоча кабіна і кабіна в передній частині машини (спарені) мають всі органи управління, як в транспортному так і в робочому режимі.
Закрита кабіна за гуркотом — звукоізольована, має всі органи управління гуркотом і розподільним механізмом для очищення щебеню. Вхід до усіх кабін з бокового майданчика.

## Склад бригади
Старший машиніст виконує обов'язки начальника машини — 8 розряд.
2 машиністи — 7 розряд
2 машиністи — 6 розряд, помічники
Старший машиніст відповідає за технічний стан машини і ОП.

## Джерело
- Щебенеочисна машина
- керування RM-80[недоступне посилання з червня 2019]
- характеристика RM-80[недоступне посилання з червня 2019]